# رعد شاكر

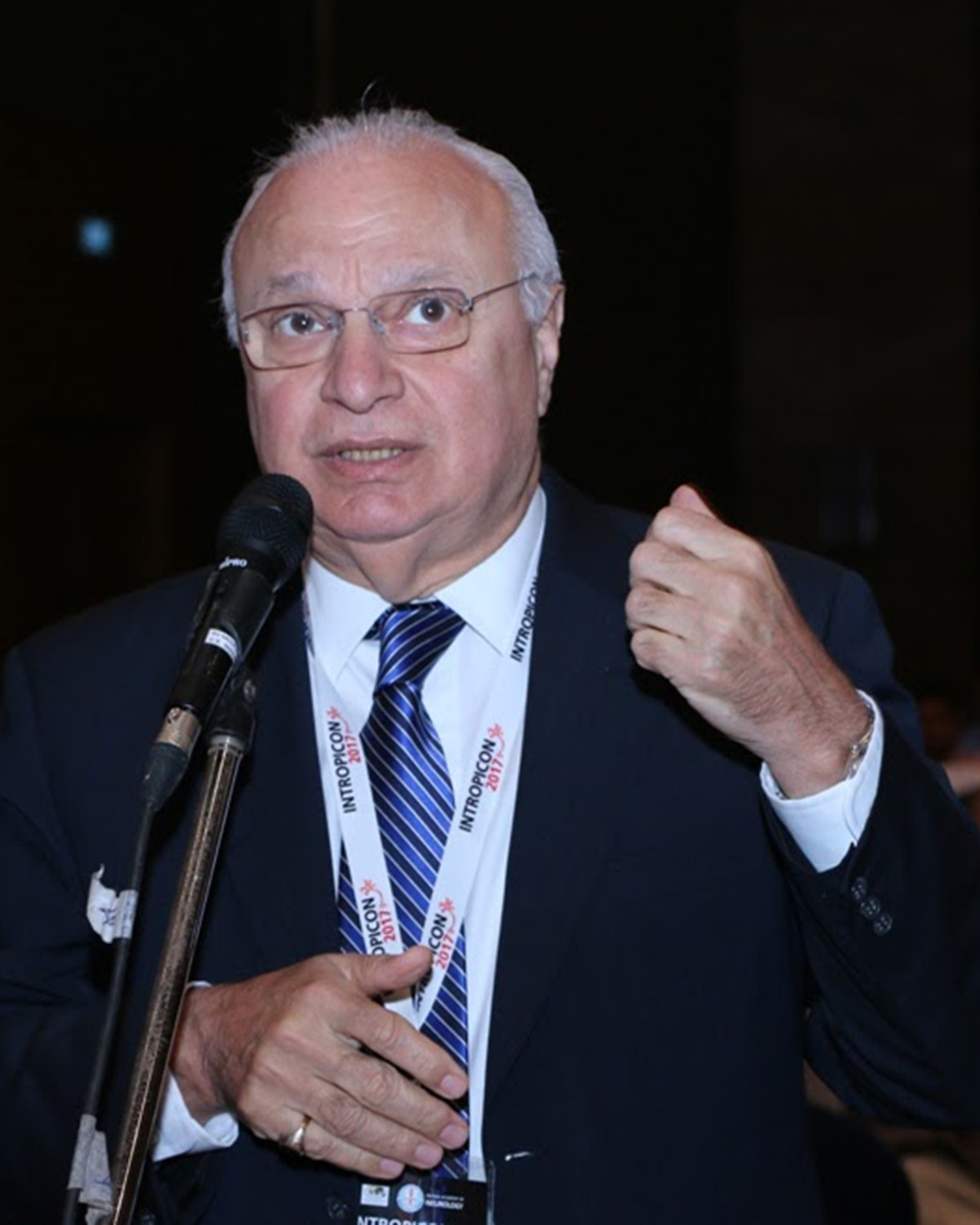
أ. رعد شاكر CBE، MBChB، MSc، MRCP (المملكة المتحدة)، FRCP (إدين)، FRCP (Glas)، FRCP (Lon)

رعد شاكر هو أستاذ طب الأعصاب في كلية لندن الإمبراطورية واستشاري طب الأعصاب في مستشفى تشارينغ كروس.

## النشأة والتعليم
ولد شاكر في 21 ديسمبر 1948 في بغداد، العراق. بدأ مسيرته الطبية في بغداد عام 1971، وانتقل إلى المملكة المتحدة عام 1975 كزميل باحث في جامعة جلاسكو قبل أن يكمل تدريبه في طب الأعصاب في عام 1979 في معهد العلوم العصبية في غلاسكو.

## عمل

### الاتحاد العالمي لطب الأعصاب (WFN)
شغل شاكر منصب أمين الخزانة العامة اللاتحاد العالمي لطب الأعصاب في عام 2007.
من 2014-2018، شغل شاكر منصب رئيس WFN. تتميز فترة ولايته في منصبه بتركيزه على المنظمات الإقليمية لـ WFN، ودعم إنشاء الأكاديمية الأفريقية لطب الأعصاب (AFAN) في عام 2015،  والاتحاد الأمريكي لجمعيات الأعصاب (PAFNS) في اللاتينية أمريكا، في عام 2016.

### منظمة الصحة العالمية، ICD-11 وتصنيف السكتة الدماغية
نشر ICD-7 في عام 1955 من قبل منظمة الصحة العالمية (WHO) صنّف أمراض الأوعية الدموية الدماغية على أنها مرض يصيب الأوعية الدموية وهذا يشمل السكتة الدماغية. تم حساب المعطيات المتعلقة بالوفيات والمراضة على أنها أمراض الأوعية الدموية المشابهة لأي مرض في الأوعية الدموية. كان هذا التصنيف على النقيض من نقص تروية الأمعاء أو الكلى أو العين، والتي تصنف على أنها أمراض تصيب العضو المصاب. نظرًا لتصنيف السكتة الدماغية كجزء من قسم أمراض الأوعية الدموية في التصنيف الدولي للأمراض، فقد تم الإبلاغ عن آثارها مع تأثيرات أمراض القلب. على سبيل المثال، في البيانات المنشورة في تقرير الصحة الأوروبي لعام 2012 الصادر عن منظمة الصحة العالمية، لا يمكن رؤية السكتة الدماغية في أي مكان. نتيجة لذلك، فقد تمويل الرعاية العصبية ولم تكن الحكومات على دراية بحجم المشكلة.
في عام 2007، بدأت منظمة الصحة العالمية مراجعة التصنيف الدولي للأمراض 10 وتم تشكيل المجموعة الاستشارية المواضيعية لمنظمة الصحة العالمية (TAG) لطب الأعصاب. تم ترشيح شاكر في عام 2009 لرئاسة المجموعة الاستشارية لموضوعات العلوم العصبية التابعة لمنظمة الصحة العالمية.
بين عامي 2009-2019، ترأس شاكر TAG علم الأعصاب بالعمل مع خبراء ومنظمات في أمراض الأوعية الدموية الدماغية وتعاون بشكل وثيق مع منظمة السكتات الدماغية العالمية  لإنتاج المنطق العلمي اللازم لسبب وجوب نقل أمراض الأوعية الدموية الدماغية إلى فصل أمراض الجهاز العصبي والحصول على الموافقة من TAG لأمراض القلب. في قرار تاريخي  تمت الموافقة على هذه الخطوة من قبل قسم المعلوماتية والإحصاء بمنظمة الصحة العالمية. يُدرج التصنيف الجديد للأمراض في التصنيف الدولي للأمراض السكتة الدماغية رسميًا على أنها اضطراب عصبي وليس اضطراب في الدورة الدموية  وجميع السكتات الدماغية مدرجة على أنها مرض يصيب الجهاز العصبي.

### منظمة الصحة العالمية وأطلس الأعصاب
شارك شاكر بنشاط في الإنتاج المشترك لمنظمة الصحة العالمية و WFN لأطلس علم الأعصاب. أبرزت البيانات التفاوتات الكبيرة في الدخل والموارد عبر مناطق العالم وكشفت أن الموارد المتاحة للاضطرابات العصبية في معظم البلدان كانت غير كافية. أكد الأطلس على الحاجة إلى زيادات كبيرة في خدمات طب الأعصاب والتدريب.

### قائد الإمبراطورية البريطانية
تم تسمية شاكر قائداً للإمبراطورية البريطانية (CBE) في قائمة الشرف للعام الجديد للملكة لعام 2021 لخدمات طب الأعصاب العالمي 

## المهنة والوظائف الأكاديمية
- البكالوريا الدولية، المدرسة اليسوعية الأمريكية، بغداد (1965)
- بكالوريوس الطب وبكالوريوس الجراحة، كلية الطب، بغداد (1971)
- مسؤول دار الطب، مستشفى المدينة الطبية التعليمي، بغداد (1971-1972)
- كبير المسؤولين الطبيين، مستشفى المدينة الطبية التعليمي، بغداد (1972-1974)
- المسجل الطبي لأمراض الأعصاب، المستشفى التعليمي بالمدينة الطبية، بغداد (1974-1975)
- زميل باحث، جامعة جلاسكو (1975-1977)
- مسجل أمراض الأعصاب، جامعة جلاسكو (1977-1980)
- عضوية الكلية الملكية للأطباء، أطباء الكلية الملكية (1979)
- أستاذ مساعد، جامعة الكويت، الكويت (1980 - 1984).
- أستاذ مشارك، كلية الطب الكويتية (1984-1986).
- محاضر، كلية الطب بجامعة هارفارد، مستشفى ماساتشوستس العام، بوسطن (1986-1987)
- نائب العميد الأكاديمي، كلية الطب الكويتية (1988-1990)
- استشاري طب الأعصاب، مستشفى تشارينغ كروس، لندن (1990 -)
- رئيس الخدمات، مستشفى تشارينغ كروس (2005-2015)
- محاضر أول، كلية الطب في إمبريال كوليدج (1990 -)

### المناصب الرئيسية
- عضو مشارك، الأكاديمية الأمريكية لطب الأعصاب (1984 -)
- عضو الأكاديمية الأمريكية لعلم وظائف الأعضاء العصبية السريرية (1986 -)
- مستشار الكليات الملكية الإقليمية للأطباء (RCP) لطب الأعصاب، شمال غرب التايمز لندن، وممتحن لـ MRCP لندن (1992 -)
- أمين الصندوق العام، الاتحاد العالمي لطب الأعصاب (2007-2014)
- رئيس الاتحاد العالمي لطب الأعصاب (2014-2017)
- رئيس المجموعة الاستشارية لموضوعات منظمة الصحة العالمية، اضطرابات الجهاز العصبي، التصنيف الدولي الحادي عشر (2009 - 2019)
- رئيس جمعية علوم الأعصاب بجنوب إنجلترا (SENA) (2018 -)
- ممثل منظمة الصحة العالمية EAN (2019 -)
- زميل الأكاديمية الأمريكية لطب الأعصاب

### المناصب الفخرية
- زميل فخري في الأكاديمية الأوروبية لطب الأعصاب
- زميل فخري في الجمعية اليابانية لطب الأعصاب
- زميل فخري في الأكاديمية الهندية لطب الأعصاب
- زميل فخري في الأكاديمية السريلانكية لطب الأعصاب
- عضو فخري في EAN
- CONTINUUM ( الأكاديمية الأمريكية لطب الأعصاب، التهابات الجهاز العصبي المركزي)
- محرر مشارك، العدوى العصبية وعلم الأوبئة (1995-1998)
- محرر مشارك، مجلة علم الأعصاب الاستوائية والجغرافية (1990-1992)
- محرر (إكلينيكي)، المبادئ والممارسات الطبية (1988-1990)
- محرر، مجلة الجمعية الطبية الكويتية (1984 - 1988).